# Carbógeno
El carbógeno, también conocido como mezcla de Meduna, es una mezcla de dióxido de carbono (5-10 %) y oxígeno (90-95 %) que se emplea en inhalación como estimulador del centro respiratorio por vía refleja y, sobre todo, por vía directa. Esta mezcla gaseosa fue preparada por primera vez por el neurólogo húngaro Ladislas J. Meduna.